# Deutschordenskommende Wiener Neustadt

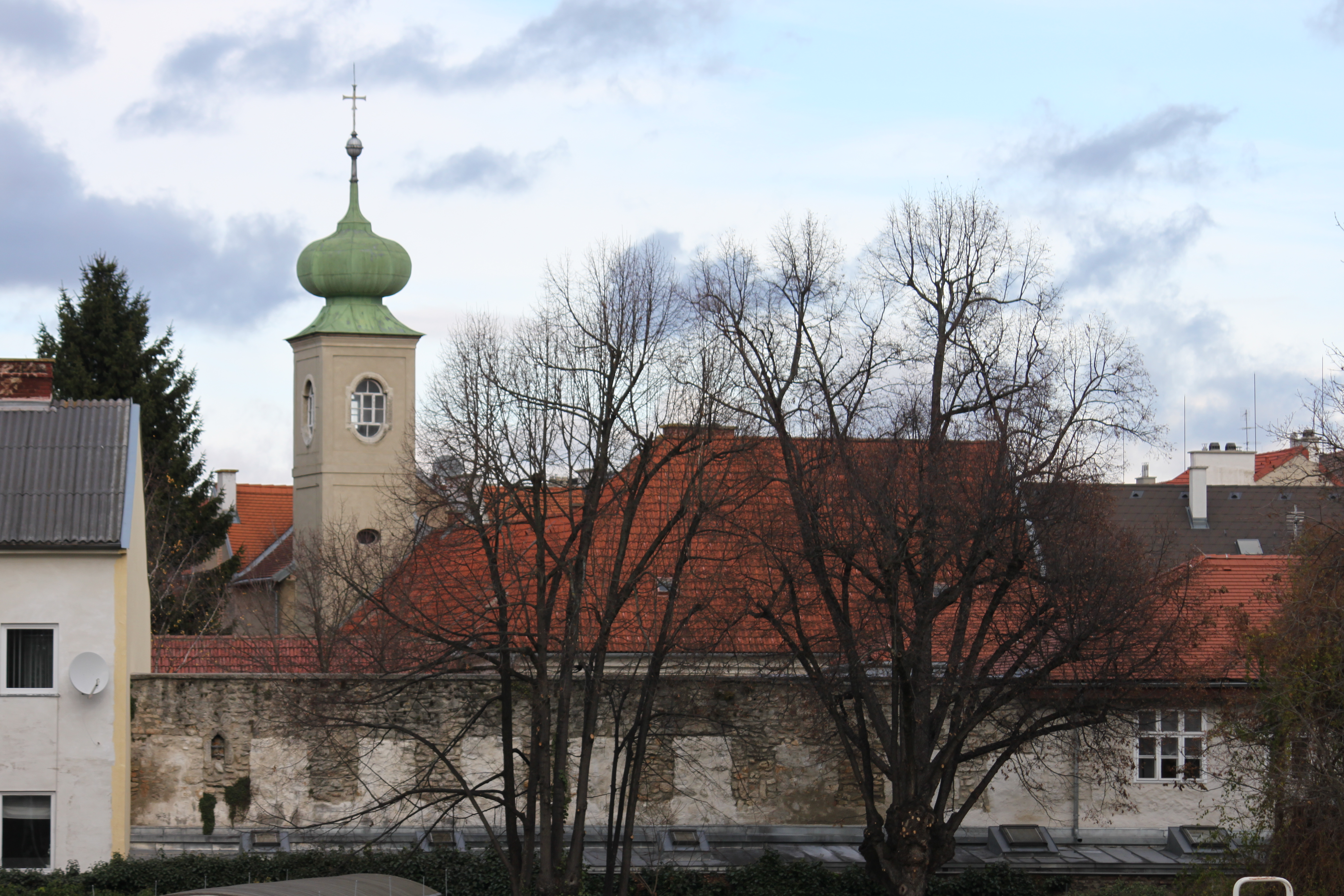
Turm vom Stadtpark aus gesehen, davor ein Rest der Stadtmauer

Die Deutschordenskommende Wiener Neustadt ist eine ehemalige Kommende in Wiener Neustadt in der Bahngasse Nr. 3 und 5. 
Das ursprüngliche Möger´sche Freihaus kam im Jahre 1665 in den Besitz des Karmeliterordens und ging in einem Tauschweg für das Areal der späteren Karmeliterkirche Wiener Neustadt im Jahre 1673 an den Deutschen Orden. Die zwei benachbarten dreiflügeligen Hofanlagen mit dem Hauptgebäude auf Nr. 3 und dem Wirtschaftsgebäude auf Nr. 5 bilden die ehemalige Deutschordenskommende. Von 1809 bis 1814 waren die Gebäude über eine Verpachtung ein Fabriksgebäude der Tuchfabrik Bruno Neuling, von 1814 der Textilfabrik Christoph Andrae, und ging 1818 mit Verkauf an den Deckenfabrikanten Johann Kappelhofer. Danach erfolgte ein Umbau zu einem Wohn- und Geschäftshaus. Die Kapelle mit Turm wurde profaniert.
Das zweigeschoßige Hauptgebäude auf Nr. 3 zeigt eine lisenengegliederte Fassade aus 1673, ein rustiziertes pilastergerahmtes Korbbogenportal mit Keilstein, darüber ein Doppelfenster unter einem Dreiecksgiebel mit Wappenkartusche mit Ordenskreuz. In der tonnengewölbten Einfahrt ist ein Stiegenhausportal mit Ordenskreuz im Segmentgiebel. Zum rechten Hof ist eine kreuzgratgewölbte Durchfahrt. Im Hof ist ein zwiebelhelmbekrönte Turm der ehemaligen Kapelle. Ebendort auch finden sich auch Pawlatschen mit Rokokogitter.